# Materielle Konstitution
Materielle Konstitution bezeichnet in der modernen philosophischen Ontologie („Lehre des Seienden“) das Verhältnis zwischen einer Sache und dem, was diese Sache zu dem macht, was sie ist, was sie konstituiert. So wird beispielsweise eine Statue materiell konstituiert durch den Lehm, der sie bildet. Diese ontologische Abhängigkeit bezieht sich dabei oftmals, aber nicht nur auf Abhängigkeit von materiellen Konstituenten.
Nach Standardauffassungen über Konstitution ist die Relation der Konstitution insbesondere darum nicht mit jener der Identität gleichzusetzen, weil sie anders beschaffen ist: Die Relation der Konstitution ist nicht-reflexiv (Lehm ist nicht durch Lehm konstituiert) und asymmetrisch (die Konstitution der Statue durch Lehm impliziert nicht die Konstitution von Lehm durch die Statue). Konstitution ist zudem transitiv: Ist etwa die Statue durch Lehm und Lehm unter anderem durch Ton konstituiert, so wird auch die Statue unter anderem durch Ton konstituiert.

## Konstitution und Eigenschaften
Fragt man sich, was es heißt, dass Lehm eine Statue konstituiert, so wäre die einfachste Antwort, dass Lehm und Statue ontologisch dasselbe sind, die Statue wäre also nichts anderes als Lehm in einer bestimmten räumlichen Anordnung. Das legt sich auch nahe, wenn man Standardtheorien über Teil-Ganzes-Relationen (sog. Mereologie) zugrunde legt: Wenn zwei Objekte alle raumzeitlichen Teile gemeinsam haben, sind sie auch als Ganzes identisch, dies jedenfalls fordert die Mereologie axiomatisch (sog. Extensionalitätsprinzip). In der Tat haben Theoretiker wie Donald Baxter und David K. Lewis die Zusammenstellung der Teile für identisch mit dem resultierenden Ganzen gehalten, also die These vertreten, Komposition sei Identität (nicht etwa nur Verursachung).
Trotz dieses mereologischen Gesichtspunkts scheint aber die Bedeutung der Worte „Lehm“ und „Statue“ verschieden. Statuen und Lehmhaufen scheinen grundsätzlich verschiedene Eigenschaften zu besitzen, identische Objekte hingegen haben alle Eigenschaften gemeinsam. Unterschiedliche Eigenschaftszuweisungen sind zwar bereits aus der Mereologie bekannt, so spricht man etwa einem Diamanten die Eigenschaft zu, durchsichtig zu sein, während seine Teile (Kohlenstoffatome) nicht lichtdurchlässig sind. Nun gehen die meisten Philosophen davon aus, dass man die Transparenz des Diamanten durch die Eigenschaften der Kohlenstoffatome und die Gesetze der Optik erklären könne, die Eigenschaft also reduktiv erklärbar sei (durch Zurückführung auf eine Beschreibung in einem ontologisch grundlegenderen Vokabular, welches alle Eigenschaften erklären kann, die im Oberflächenvokabular zur Sprache kommen).
Konstitutionstheoretiker erklären hingegen, dass eine derartige Reduktion nicht möglich sei, da die unterschiedlichen Eigenschaften, zu welchen auch modale Eigenschaften gehören, der Sache nach (de re) bestehen und nicht nur in der Weise der Beschreibung (de dicto) liegen. So könne etwa ein Lehmhaufen eine Formveränderung überstehen (er bleibt ein Lehmhaufen), die eine Statue nicht übersteht (sie hört auf, eine Statue zu sein). Aufgrund dieser verschiedenen Eigenschaften könne man die materielle Konstitution nicht als die Identität des Objekts mit seinen Komponenten verstehen. Damit sind Statue und Lehmhaufen ontologisch etwas Verschiedenes. Dieses Argument ist allerdings ebenfalls umstritten.
Nichtreduktive Konstitutionstheorien vertreten neben den bereits Genannten beispielsweise E. J. Lowe, Peter Simons, Judith Jarvis Thomson und David Wiggins.

## Offene Fragen und Anwendungen
Offene Fragen in den Debatten um den Begriff der Konstitution sind, ob dieser wirklich von ontologischer Identität unterschieden ist und was notwendig und hinreichend dafür ist, dass eine Sache eine andere Sache als diese bzw. als von einem bestimmten Typ konstituiert. Dabei werden beispielsweise modale Kriterien und solche der raumzeitlichen Koinzidenz und mereologische bzw. kompositionale Struktur diskutiert. Eine mögliche Erklärung beispielsweise ist: Konstituierte Objekte einer bestimmten Klasse sind solche Objekte, für die gilt, dass sie notwendig resultieren, wenn man Objekte einer konstituierenden Klasse in bestimmter Weise kombiniert. Beispielsweise resultiert eine Statue notwendig, wenn man Lehm in einer bestimmten Weise bearbeitet.
Derartige Fragen sind inzwischen grundlegend für viele ontologische Debatten, beispielsweise um die Begriffe der Person oder des Geistes. So kann man etwa die These vertreten, dass der Geist durch den Körper materiell konstituiert sei. Unterscheidet man zwischen materieller Konstitution und Identität, so wären Körper und Geist nicht identisch und der Geist könnte folglich nicht auf den Körper reduziert werden. Zugleich bliebe der Geist jedoch durch den Körper konstituiert, weswegen eine solche Position von typischen Dualismen unterschieden werden muss. In der Philosophie des Geistes können solche Ansätze als Varianten der Emergenztheorie betrachtet werden.
Auch beispielsweise für die Rekonstruktion der christlichen Trinitätslehre wurden Anleihen an Theorien materieller Konstitution versucht.